# Dragon's Dogma II
Dragon's Dogma II is een actierollenspel ontwikkeld en uitgegeven door Capcom. Het computerspel is een vervolg op Dragon's Dogma (2012) en werd op 22 maart 2024 uitgebracht voor PlayStation 5, Windows en Xbox Series XIS.

## Spel
In het spel neemt de speler de rol aan van de "Arisen" met het doel om een draak te verslaan. In het openwereldspel kan de speler vrij rondzwerven, missies voltooien en tegen monsters vechten. De held krijgt hulp van Pawns en niet-speelbare personages (NPC's) die meedoen in de party.
De speelwereld is vier keer groter dan die in het eerste spel en is verdeeld in twee grote koninkrijken, Vermund en Battahi. De speler kan snel reizen tussen plekken om grotere afstanden te overbruggen.

## Ontvangst
Zowel kritisch als commercieel was Dragon's Dogma II een succes.

### Kritisch
| Recensiescore       | Recensiescore                         |
| Recensieverzamelaar | Score                                 |
| ------------------- | ------------------------------------- |
| Metacritic          | (pc) 90/100 (PS5) 87/100 (XBS) 86/100 |
| Publicist           | Score                                 |
| Eurogamer           | 5/5                                   |
| Gamer.nl            | (PS5) 9/10                            |
| IGN Benelux         | (pc) 8,8/10                           |
| Power Unlimited     | (PS5) 90/100                          |

Het spel werd aanvankelijk zeer positief ontvangen in recensies. Dit veranderde echter nadat bekend werd dat het spel omstreden microtransacties bezit, terwijl de ontwikkelaar dit vooraf niet had aangekondigd. Hierdoor werd het spel gebombardeerd met negatieve beoordelingen van spelers.
Ook klaagden spelers over prestatieproblemen als gevolg van de ingebouwde kopieerbeveiliging met Denuvo, een type DRM-software.

### Commercieel
Eind mei 2024 waren er drie miljoen exemplaren verkocht.